# Scaphochlamys obcordata
Scaphochlamys obcordata là một loài thực vật có hoa trong họ Gừng. Loài này được Puangpen Sirirugsa và Kai Larsen miêu tả khoa học đầu tiên năm 1991.

## Mẫu định danh
Mẫu định danh: Sirirugsa 1173; được thu thập tại Vườn quốc gia Budo–Su-ngai Padi, huyện Bacho, miền bắc tỉnh Narathiwat. Mẫu holotype lưu giữ tại Đại học Hoàng tử Songkla ở Hat Yai, tỉnh Songkhla (PSU), mẫu isotype lưu giữ tại Đại học Aarhus, Đan Mạch (AAU) nhưng có thể đã thất lạc.
Mẫu K. & S.S. Larsen 47007 được đoàn thám hiểm Thái Lan - Đan Mạch tìm thấy năm 1995 tại điểm thu mẫu điển hình và sau đó trồng tại nhà kính Đại học Aarhus. Năm 1999 các mẫu vật thu thập từ các cây trong nhà kính này được lưu giữ như là mẫu topotype tại AAU, Cục Vườn quốc gia, Bảo tồn Động vật hoang dã và Thực vật, Bộ Tài nguyên Thiên nhiên và Môi trường Thái Lan ở quận Chatuchak, Bangkok (BKF), Vườn Thực vật Hoàng gia tại Edinburgh (E), Vườn Thực vật Hoàng gia tại Kew (K), Naturalis tại Leiden, Hà Lan (L), PSU và Vườn Thực vật Singapore (SING).

## Phân bố
Loài này có tại miền nam Thái Lan, phần bán đảo (tỉnh Narathiwat).